# Solenopsis substituta
Solenopsis substituta é uma espécie de formiga do gênero Solenopsis, pertencente à subfamília Myrmicinae.